# Paweł Łążyński
Paweł Łążyński herbu Lubicz – wojski dobrzyński w latach 1626–1630.
Poseł dobrzyński na sejm 1628 roku.